# Magnolia (Nova Jersey)
Magnolia és una població dels Estats Units a l'estat de Nova Jersey. Segons el cens del 2006 tenia 4.379 habitants.

## Demografia
Segons el cens del 2000, Magnolia tenia 4.409 habitants, 1.710 habitatges, i 1.162 famílies. La densitat de població era de 1.755 habitants/km².
Dels 1.710 habitatges en un 30,6% hi vivien nens de menys de 18 anys, en un 48,4% hi vivien parelles casades, en un 15,1% dones solteres, i en un 32% no eren unitats familiars. En el 25,7% dels habitatges hi vivien persones soles el 8,4% de les quals corresponia a persones de 65 anys o més que vivien soles. El nombre mitjà de persones vivint en cada habitatge era de 2,57 i el nombre mitjà de persones que vivien en cada família era de 3,12.
Per edats la població es repartia de la següent manera: un 24,7% tenia menys de 18 anys, un 7,9% entre 18 i 24, un 33,2% entre 25 i 44, un 21,4% de 45 a 60 i un 12,8% 65 anys o més.
L'edat mediana era de 36 anys. Per cada 100 dones de 18 o més anys hi havia 87,8 homes.
La renda mediana per habitatge era de 43.728 $ i la renda mediana per família de 50.791 $. Els homes tenien una renda mediana de 38.480 $ mentre que les dones 27.172 $. La renda per capita de la població era de 19.032 $. Aproximadament el 5,9% de les famílies i el 7,9% de la població estaven per davall del llindar de pobresa.

## Poblacions més properes
El següent diagrama mostra les poblacions més properes.